# Norrbotten
Norrbotten (Botnie du nord ou Botnie septentrionale, en français) est une province historique du nord de la Suède.

## Provinces suédoises limitrophes
- province de Laponie (à l'ouest)
- province de Västerbotten (au sud)